# Хесус Дуеньяс
Хесус Дуеньяс (ісп. Jesús Dueñas, нар. 16 березня 1989, Самора-де-Ідальго) — мексиканський футболіст, півзахисник клубу «УАНЛ Тигрес».
Виступав, зокрема, за клуби «Петролерос» та «УАНЛ Тигрес» (B), а також національну збірну Мексики.
Дворазовий чемпіон Мексики. Володар Кубка Мексики. У складі збірної — володар Золотого кубка КОНКАКАФ.

## Клубна кар'єра
У дорослому футболі дебютував 2007 року виступами за команду клубу «Петролерос», в якій провів один сезон, взявши участь у 13 матчах чемпіонату.
Своєю грою за цю команду привернув увагу представників тренерського штабу «УАНЛ Тигрес», до складу якого приєднався 2008 року. Наступний сезон своєї ігрової кар'єри відіграв за дублерів монтеррейського клубу, а з 2009 року почав залучатися до складу основної команди «УАНЛ Тигрес». Відтоді встиг відіграти за монтеррейську команду 154 матчі в національному чемпіонаті.

## Виступи за збірну
2015 року дебютував в офіційних матчах у складі національної збірної Мексики. Наразі провів у формі головної команди країни 11 матчів, забивши 1 гол.
У складі збірної був учасником Золотого кубка КОНКАКАФ 2015 року в США і Канаді, здобувши того року титул континентального чемпіона, Кубка Америки 2016 року в США.

## Титули і досягнення

### Клубні
- Чемпіон Мексики (2):

«УАНЛ Тигрес»: Апертура 2011, Апертура 2015
- Володар Кубка Мексики (1):

«УАНЛ Тигрес»: Клаусура 2014

### Збірна
Мексика
- Володар Золотого кубка КОНКАКАФ (1): 2015